# Trasmutazione LENR
In fisica con il termine di trasmutazione LENR si definiscono delle ipotetiche trasmutazioni di alcune specie atomiche in altre, quale risultato di reazioni nucleari a bassa energia (Low Energy Nuclear Reactions, LENR, generalmente noto come Fusione nucleare fredda). Alcuni autori, come ad esempio Iwamura e, in Italia, il gruppo di Domenico Cirillo e Vincenzo Iorio, sostengono di aver rilevato possibili risultati di reazioni di fusione fredda nella presenza di alcune specie atomiche che si sarebbero prodotte sulla superficie di materiali utilizzati per tali esperimenti.
Secondo i critici, la quantità di materiale trovato è piuttosto piccola e potrebbe quindi essere dovuta a impurità già presenti nel materiale stesso, impurità che sono emerse sulla superficie del materiale, risultando così rilevabili alla strumentazione, per qualche fenomeno di trasporto. 
Secondo i sostenitori della Trasmutazione LENR, la quantità dei materiali che vengono a formarsi come sottoprodotto della reazione (uno fra tanti è l'elio), benché piccola, sarebbe comunque sufficientemente abbondante da poter essere individuata con le attuali tecniche di analisi sia all'interno del reattore, che anche nell'ambiente e sulle apparecchiature adiacenti alla cella di reazione, controllando sia prima che dopo gli esperimenti. Il fatto che tali sostanze vengano individuate solo a seguito della reazione e non prima, o almeno in quantità estremamente differenti, confermerebbe, secondo loro, la realtà del fenomeno. Inoltre, viene sostenuto che nel lavoro di Iwamura vi è anche un'analisi che dimostra spesso la presenza di specie atomiche con caratteristiche isotopiche piuttosto rare.